# 兵庫県道569号加古川右岸自転車道線
兵庫県道569号加古川右岸自転車道線（ひょうごけんどう569ごう かこがわうがんじてんしゃどうせん）は、兵庫県加古川市志方町から高砂市高砂町を結ぶ自転車歩行者専用の一般県道である。

## 概要

### 路線データ
- 起点：加古川市
- 終点：高砂市
- 総延長：22.5km

## 地理

### 通過する自治体
- 加古川市
- 高砂市

### 接続道路
- 兵庫県道572号播磨中央自転車道線

### 沿線
- 高砂海浜公園
- 高砂神社
- 高砂河川敷緑地公園
- 加古川河川敷緑地公園
- はりま青少年館
- 日岡山公園
- 権現湖